# Václav Otta
Nadporučík in memoriam Václav Otta (15. července 1894 Chleby u Nymburka – 2. dubna 1917 u Mečiščówa, Halič) byl český voják, během první světové války voják rakousko-uherské armády, posléze československý legionář v Rusku. 

## Život

### Mládí
Narodil se v obci Chleby nedaleko Nymburka ve středočeském Polabí v selské evangelické rodině. Po maturitě na nymburské reálce roku 1912 odešel do Prahy studovat strojní inženýrství na ČVUT.

### První světová válka
Když v červenci 1914 Rakousko-Uhersko vyhlásilo válku Srbsku a došlo k rozpoutání první světové války, byl Otta odveden do armády a se svou jednotkou odeslán do Haliče na východní frontu. Dne 27. května 1915 upadl v hodnosti kadeta-aspiranta do ruského zajetí. Při pobytu v Rusku se přihlásil do nově vznikajících československých legií, na jaře 1916 byl přijat do tzv. České družiny, dobrovolnického oddílu ruské armády zformovaného z českých zajatců. Záhy dosáhl důstojnické hodnosti a byl jmenován velitelem 2. čety 6. roty 1. střeleckého pluku Mistra Jana Husa, se kterou podnikl několik úspěsných průzkumných operací proti vojskům Spolkových mocností.

### Úmrtí
Své četě velel též při střetu s oddílem osmanského vojska při útočné akci ruské armády u železniční stanice Mečiščów, východně od Břežan v Haliči. Útok však byl prozrazen a Václav Otta byl těžce zraněn poté, co se pokoušel odhodit vržený nepřátelský ruční granát. Zemřel při přenosu do ruského týlu a byl pohřben v blízkosti bojiště. 

### Po smrti
Posmrtně byl za chrabrost v boji vyznamenán ruským velkokřížem Řádu sv. Jiří a povýšen do hodnosti nadporučíka. Roku 1926 byly jeho ostatky exhumovány a převezeny do rodné vsi Chleby, kde byly 25. dubna toho roku pohřbeny na hřbitově na Rožmitálku. Roku 1927 byla na jeho rodném domě odhalena pamětní deska s Ottovou plastickou podobiznou. V Chlebích je po něm rovněž pojmenována jedna z ulic.

### Odkaz
Otta je, zejména v prvorepublikové legionářské literatuře faktu, často uváděn jako první český voják, který téměř po čtyřech stech letech (myšleno počínaje bitvou u Moháče r. 1526), padl v boji s osmanskou armádou. Tato tvrzení ovšem neberou do úvahy české válečníky hojně se účastnící vleklých osmansko-habsburských válek v 16. a 17. století.